# Személyazonosító okmány
A személyazonosító okmány (köznyelvben a papírok, külföldön gyakran az identity card rövidítéseként csak ID) olyan irat, ami alkalmas egy személy azonosítására vagy a személyazonosság egyes aspektusainak ellenőrzésére. Gyakran plasztikkártya formátumú, de lehet füzet is. Gyakran fényképet is tartalmaz (fényképes igazolvány).
Magyarországon személyazonosításra alkalmas hatósági igazolvánnyal minden polgár köteles rendelkezni, és azt magánál tartani. Személyazonosításra alkalmas okmány a személyazonosító igazolvány, az útlevél és a kártya formátumú, 2001. január 1-je után kiállított vezetői engedély. Ügyintézéshez szükség van lakcímet igazoló hatósági igazolványra is. A személyazonosító igazolvány, az útlevél, és a vezetői engedély csak a lakcímet igazoló hatósági igazolvánnyal együtt érvényes.